# Katmandou (discothèque)
Pour les articles homonymes, voir Katmandou (homonymie).
Le Katmandou était une discothèque réservée aux femmes située 21, rue du Vieux-Colombier dans le 6e arrondissement et qui fut un haut lieu des nuits lesbiennes parisiennes,,,.

## Histoire
Ouvert le 2 décembre 1969 par Elula Perrin et Aimée Mori, le Katmandou est situé sur la rive gauche, à proximité de boîtes en vogue comme Chez Régine et Chez Castel,,.
En mars 1990, après des plaintes régulières de la part de voisins qui n'acceptaient pas la présence d'une boîte lesbienne dans leur immeuble, le Katmandou est finalement contraint de fermer pour tapage nocturne. Malgré une gestion de la discothèque jugée irréprochable par la police, certains locataires (proches du pouvoir en place selon Elula Perrin) réussissent à faire fermer l'établissement. 

### Après le Katmandou
Par la suite, Elula Perrin prend la direction du Privilège (1991-1995) au sous-sol du Palace sur les Grands Boulevards. La discothèque fut également un lieu de fête lesbien,.

## Organisation

### Personnel
Le personnel du Katmandou est exclusivement féminin.
Anne F. Garréta fut une DJ de la discothèque.

### Clientèle
La discothèque revendique sa non-mixité, qui permet la visibilité lesbienne. Toutefois, elle ne fut jamais complètement stricte puisque des hommes y furent parfois acceptés, à la condition de ne pas aborder les femmes présentes et de ne pas les dévisager,,,,,.
La fréquentation du Katmandou est au départ réservée prioritairement aux femmes lesbiennes les plus aisées, mais le lieu se démocratise pendant les années 1980. D'après Elula Perrin, les femmes viennent souvent en couple,,,.
Des tables VIP sont situées à l'entrée de la boîte de nuit et accueillent des femmes connues, telles qu'Alice Sapritch et Melina Mercouri. Les femmes anonymes qui fréquentent l'établissement se rencontrent au sous-sol.

### Animations
Jusqu'au milieu des années 1970, les principales animations de la discothèque sont des performances de lip sync et des « danses du tapis »[Quoi ?] entreprises par les employées. Ces activités sont progressivement remplacées par des « gay tea dances »[Quoi ?].

## Dans la culture
- L'histoire du roman Sphinx (1986) d'Anne F. Garréta se déroule dans le Katmandou.
- Le Katmandou est mentionné dans le poème After Paris (1989) de Shay Youngblood (en).
- Les personnages autobiographiques de Nina Bouraoui fréquentent le Katmandou dans Poupée Bella (2004) et Tous les hommes désirent naturellement savoir (2018).
- Dans East Village Blues (2019), Chantal Thomas raconte ses soirées au Katmandou.